# Чырахлы (Агдамский район)
Чырахлы́ (азерб. Çıraxlı) — село в Агдамском районе Азербайджана.

## Этимология
Название происходит от рода Чырахлы, из племени кызылбашей, которые позже были переселены в Ширван.

## История
Первые упоминания села датированы началом XIX века.
В 1926 году согласно административно-территориальному делению Азербайджанской ССР село относилось к дайре Хиндристан Агдамского уезда.
После реформы административного деления и упразднения уездов в 1929 году был образован Карвендский сельсовет в Агдамском районе Азербайджанской ССР.
Согласно административному делению 1961 и 1977 года село Чырахлы входило в Карвендский сельсовет Агдамского района Азербайджанской ССР.
В 1993 году, в ходе Карабахской войны, часть села была разрушена, после чего жители покинуло село. В 1999 году в Азербайджане была проведена административная реформа и был учрежден Ахмедагалинский муниципалитет Агдамского района, куда и вошло село.

## География
Неподалёку от села протекает река Хачинчай.
Село находится в 20 км от райцентра Агдаш, в 16 км от временного райцентра Кузанлы и в 330 км от Баку.
Высота села над уровнем моря — 252 м.

### Климат
В селе холодный семиаридный климат.

## Население
| Численность населения | Численность населения |
| 1979                  | 1999                  |
| --------------------- | --------------------- |
| 300                   | ↘0                    |

Село покинуто, постоянного населения не имеет. Изредка появляются пастухи, временно проживающие в селе.

## В прессе
В 2020 году статья глава стамбульского бюро газеты “The New York Times” Карлотты Голл опубликовала под названием "Что я чувствую? Самое главное, что мы живы", посвященную селе Чираглы Агдамского района.

## Инфраструктура
Вся инфраструктура разрушена и разграблена.